# Ford Bronco II

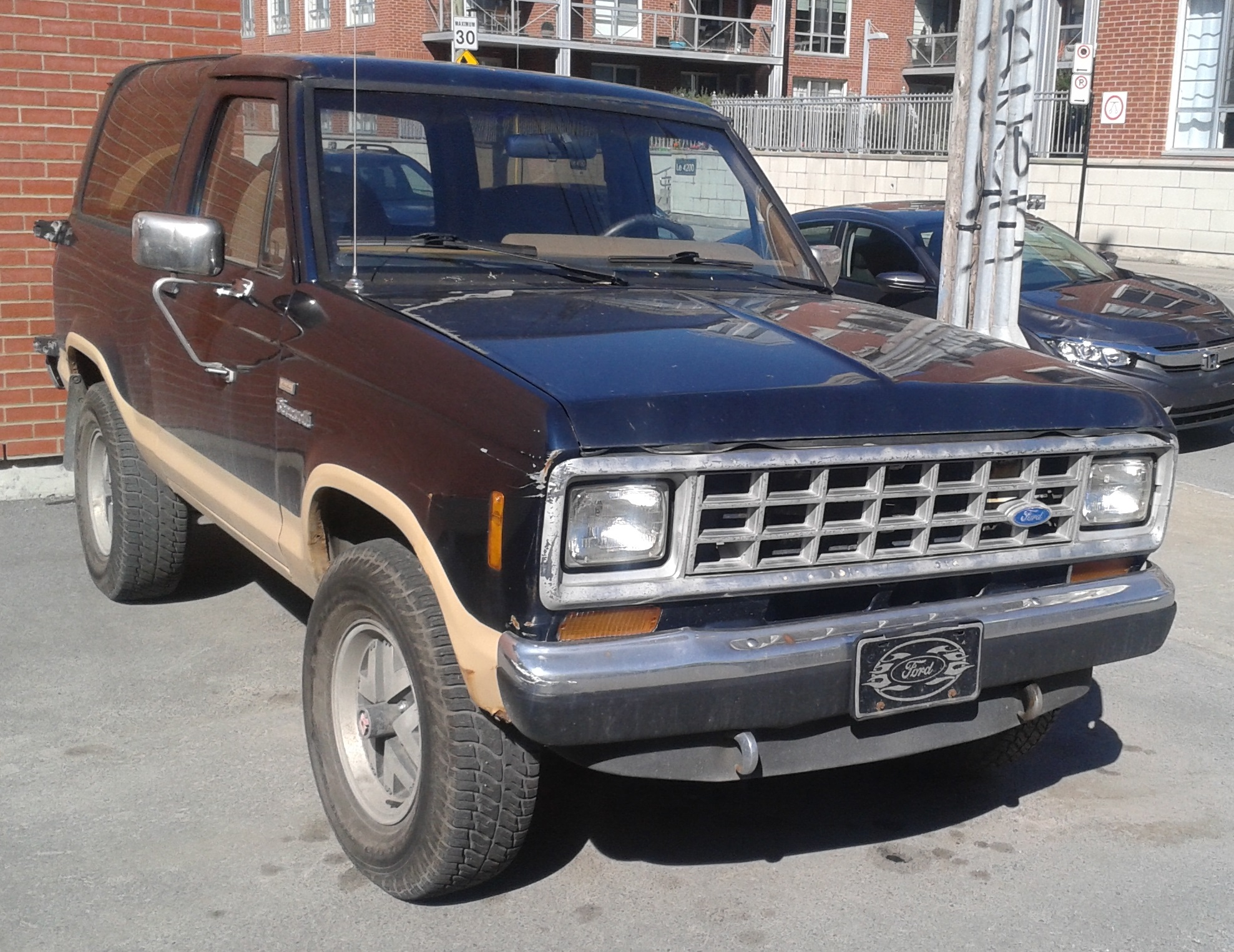
Ford Bronco.

O Ford Bronco II foi lançado pela Ford em 1978, derivado da linha F-100. Equipado apenas com motores V8 (o 351 de 5,8 litros e também o motor 400, de 6,6 litros), e linhas totalmente renovadas (e ampliadas).
Suas linhas eram modernas, com nova grade, faróis quadrados e muito conforto com bancos individuais, console, painel completo e uma série de itens de segurança. Para o consumidor havia a versão Custom, mais despojada; Ranger, para uso urbano com acabamento aprimorado e a Lariat, de luxo. Pouco a pouco, a Ford concluiu que o público gostava mais da versão wagon, que acomodava até seis pessoas, e que o perfil de uso do Bronco era mesmo o percurso urbano.